# Die Jungfrauenmaschine
Die Jungfrauenmaschine ist ein experimenteller Spielfilm der Hamburger Regisseurin Monika Treut aus dem Jahr 1988. Seine Uraufführung feierte er am 8. September 1988 auf dem Toronto International Film Festival (TIFF) als Eröffnungsfilm der Reihe „Contemporary World Cinema“.

## Handlung
Wir sind im Hamburg der 80er Jahre. Ina Blum spielt Dorothee Müller, eine angehende Journalistin. Sie lebt in ihrer kleinen Dachwohnung am Hafen, sie leidet unter Liebeskummer und meint sie müsse ihr Leben verändern. Dafür wird sie erstmal ihren Liebhaber Heinz los. Dorothee macht sich auf und beginnt eine ausgiebige Recherche über die romantische Liebe. Ist sie etwa eine Krankheit, die nur Frauen befällt? Gibt es ein Heilmittel für die Leiden der Liebe? Kann ihr der Hormon-Forscher, von Peter Kern verkörpert, weiterhelfen? Auch eine eingehende Beobachtung der Affen in Hagenbecks Tierpark geben ihr keine befriedigende Antwort auf ihre Fragen nach dem Wesen der romantischen Liebe. Dorothee verlässt Hamburg und landet in San Francisco. Die traditionellen Sehenswürdigkeiten interessieren sie weniger als die bizarren Sexualrituale ihrer Nachbarn. Sie taucht in die Subkultur San Franciscos ein und trifft die Männerimitatorin Ramona, die charmante Ungarin aus Uruguay, Susie Sexpert (Susie Bright), die Expertin für alle sexuellen Genüsse, und Ramona, die im heißesten Lesbenclub der Stadt als Stripperin arbeitet.

## Produktion
Der Film wurde im Frühjahr 1988 auf 16 mm schwarz/weiß in Hamburg und San Francisco gedreht. Er war eine Co-Produktion von Hyäne I/II Filmproduktion mit dem NDR, Redaktion: Eberhard Scharfenberg. Unterstützt wurde er vom Hamburger Filmbüro und vom Filmbüro NW. Der Kinostart in West-Deutschland erfolgte als 35-mm-Film am 30. März 1989 im Verleih der Edition Salzgeber. Er gilt mittlerweile als Underground-Klassiker und als wichtiger Beitrag zum Queer Cinema. Er ist digital restauriert worden und wird seitdem wieder neu aufgeführt.

## Festivals
Internationale Filmfestspiele Berlin 2017
Der Film wurde unter anderen auf folgenden Filmfestivals gezeigt:
- Montreal International Film Festival
- Internationale Hofer Filmtage
- San Francisco International Film Festival
- Taipeh
- Göteborg Film Festival
- London Film Festival
- New York International Film Festival
- Bologna
- Festival international de films de femmes de Créteil

## Kritik
Der Film wurde bei seiner Veröffentlichung wegen seiner expliziten Darstellung von Sexualität und seiner künstlerischen Herangehensweise kontrovers diskutiert. Dennoch wurde er von vielen Kritikern als wichtiger Beitrag zum queer-feministischen Kino gelobt und hat einen festen Platz in der Geschichte des deutschen Films.
Bei der deutschen Premiere im Oktober 1988 auf den Hofer Filmtagen wurde Die Jungfrauenmaschine zunächst negativ aufgenommen: Helmut Schödel von Die Zeit wünschte dem Film damals „Tod und Hass“ und urteilte: „Filme wie der von Monika Treut vernichten das Kino.“
Im Ausland kam die feministische Punk-Komödie dagegen glänzend an, er kam in den USA, Kanada, England, Australien, Holland und Österreich in die Kinos. Wenig später entdeckten auch deutschsprachige Filmkritiker den subversiven Charme der Coming-Out-Story. Thomas Rothschild schrieb in der Stuttgarter Zeitung: „Dramaturgie und Kamera knüpfen an den frühen Godard von Außer Atem an und es ist auch der anarchische Geist der Nouvelle Vague, der uns aus Treuts Film entgegenweht.“
Anne Küper nannte den Film im Magazin Sissy einen „Klassiker des lesbischen Kinos aus Deutschland“ und schrieb: „Die ‚Junggesellenmaschine‘ leiht sich Treut von Duchamp, um die stabilen Trennungen von Männlichkeit und Weiblichkeit in Frage zu stellen, Mechanisches mit Erotischem neu zu verlöten und die Idee eines in sich geschlossenen, heteronormativen Kreislaufes der Reproduktion zu dekonstruieren, wo Frauenkörper wie Blumentöpfe für die Samen der Männer bereitstehen.“
Das Magazin Time Out bemerkte: „Das San Francisco, das Regisseurin Treut heraufbeschwört, ist voller Sexualität, von der säuselnden Sexline-Werbung im Fernsehen bis zu den SM-Mätzchen von Dorothees molliger Nachbarin.“